# Viking International Eastbourne 2021
Das Viking International Eastbourne 2021 war ein WTA-Tennisturnier der WTA Tour 2021 für Damen und ein ATP-Tennisturnier der ATP Tour 2021 für Herren in Eastbourne. Die Turniere fanden parallel vom 20. bis 26. Juni 2021 statt.

## Herrenturnier
→ Qualifikation: Viking International Eastbourne 2021/Herren/Qualifikation

## Damenturnier
→ Qualifikation: Viking International Eastbourne 2021/Damen/Qualifikation